# Глонти, Теймураз Амвросиевич
Теймураз Амвросиевич Глонти (род. 1937, Тбилиси) — советский и грузинский винодел, учёный, доктор технических наук (2002), действительный член Международной академии виноградарства и виноделия.

## Биография
Теймураз Глонти родился в 1937 году в Тбилиси. Окончил среднюю школу с отличием. В 1956 году поступил в Грузинский сельскохозяйственный институт: сначала на факультет садоводства и виноградарства, затем — на факультет технологии переработки винограда, плодов и овощей — окончил в 1961 году. В следующем году окончил немецкий факультет Московских четырёхгодичных курсов, а в 1968 году — филологический факультет Тбилисского государственного университета.
В 1962—1963 годах Глонти работал виноделом-бригадиром на Тбилисском заводе № 2 «Самтреста» и на Тбилисском шампанском заводе.
С 1963 года работал в отделе технологии виноделия в должности старшего лаборанта, а затем младшего научного сотрудника Грузинского НИИСВиВ. В 1972 году Глонти защитил кандидатскую диссертацию под руководством профессора Г. И. Беридзе по теме стимулирования процессов старения коньячного спирта путём применения акустической энергии.
В 1975 году Глонти был руководителем группы технологии коньяка. В 1977—1983 годах работал заведующим группой физико-химического анализа центральной лаборатории Грузинского НИИСВиВ, а с 1983 по 2001 год был заведующим лаборатории технологии коньячного и ликёро-водочного производства.
В 2002 году защитил докторскую диссертацию на тему разработки физико-химических и технологических основ усовершенствования процессов получения коньячного спирта и его выдержки в эмалированном резервуаре.
В 2003 году Глонти был избран заведующим отделом технологии виноделия.
В 2007 году его избрали главным учёным отдела технологии виноделия и биотехнологии Грузинского института садоводства, виноградарства и виноделия.
Глонти активно занимается вопросами восстановления и возрождения генофонда грузинских сортов винограда, в частности таких сортов, как Хихви и Кахури мцване, а также традиционной технологии производства вина кахетинского типа. В 1990—1998 годах Глонти был одним из инициаторов, постоянным членом комиссии по разработке законопроекта Грузии «О лозе и вине».
Глонти является автором более 75 научных трудов, ряда публикаций и нескольких книг по вопросам истории виноградарства и виноделия, этнопсихологии грузинского земледельца, по проблемам многоотраслевого сельского хозяйства, в частности, виноградарства и виноделия.
В 1976 году Глонти издал книгу «Хроматографический анализ продуктов переработки винограда», которая является первым изданием подобного типа на грузинском языке.
Глонти был инициатором и организатором возобновления издания с 1992 года отраслевого научно-популярного журнала «Лоза и вино», он же стал главным редактором журнала.
В 1980—1990 годах Глонти был учёным секретарём специализированного квалификационного учёного совета. На протяжении десятков лет был членом и председателем дегустационной комиссии Грузинского НИИСВиВ.
Глонти участвовал во II Всесоюзном биохимическом съезде в Ташкенте (1969) и II Всесоюзной конференции молодых учёных виноградарей-виноделов и аспирантов в Ялте (ВНИИВиВ «Магарач», 1970), где его доклад был признан лучшим в секции коньячного производства.
Глонти был организатором и участником XIII и XIV научно-производственной конференции специалистов коньячного производства Грузии (1984 и 1989).